# Sárkeresztúr
Sárkeresztúr es un pueblo ubicado en el condado de Fejér, Hungría.